# FIFPro World XI
Il FIFPro World XI è un riconoscimento annuale che viene assegnato dalla FIFPro, la federazione internazionale dei calciatori professionisti, a partire dal 2005 e dal 2009 al 2023 in collaborazione con la FIFA. In seguito alla votazione di circa 45.000 giocatori viene redatta una lista di 55 candidati; la squadra ideale sarà successivamente composta da 11 calciatori (fino al 2020 un portiere, quattro difensori, tre centrocampisti e tre attaccanti).
Dal 2005 al 2008, la FIFPro chiedeva di scegliere anche il FIFPro World Player of the Year. Dal 2009 in avanti il FIFPro Player of the Year è confluito nel FIFA World Player of the Year che a sua volta nel 2010 si è fuso con il Pallone d'oro di France Football per dare vita al Pallone d'oro FIFA.
Nel 2015 è stato istituito il corrispettivo premio per il calcio femminile.

## Albo d'oro premio maschile
I giocatori in grassetto hanno vinto il FIFA World Player of the Year (2005–2009), il Pallone d'oro FIFA (2010–2015) o il The Best FIFA Men's Player (dal 2016) nel rispettivo anno.

### 2005
| Ruolo | Naz.                   | Giocatore        | Squadra     |
| ----- | ---------------------- | ---------------- | ----------- |
| P     | Brasile (bandiera)     | Dida             | Milan       |
| D     | Italia (bandiera)      | Paolo Maldini    | Milan       |
| D     | Inghilterra (bandiera) | John Terry       | Chelsea     |
| D     | Italia (bandiera)      | Alessandro Nesta | Milan       |
| D     | Brasile (bandiera)     | Cafu             | Milan       |
| C     | Inghilterra (bandiera) | Frank Lampard    | Chelsea     |
| C     | Francia (bandiera)     | Zinédine Zidane  | Real Madrid |
| C     | Francia (bandiera)     | Claude Makélélé  | Chelsea     |
| A     | Brasile (bandiera)     | Ronaldinho       | Barcellona  |
| A     | Ucraina (bandiera)     | Andrij Ševčenko  | Milan       |
| A     | Camerun (bandiera)     | Samuel Eto'o     | Barcellona  |

### 2006
| Ruolo | Naz.                   | Giocatore          | Squadra                |
| ----- | ---------------------- | ------------------ | ---------------------- |
| P     | Italia (bandiera)      | Gianluigi Buffon   | Juventus               |
| D     | Italia (bandiera)      | Gianluca Zambrotta | Juventus / Barcellona  |
| D     | Inghilterra (bandiera) | John Terry         | Chelsea                |
| D     | Italia (bandiera)      | Fabio Cannavaro    | Juventus / Real Madrid |
| D     | Francia (bandiera)     | Lilian Thuram      | Juventus / Barcellona  |
| C     | Brasile (bandiera)     | Kaká               | Milan                  |
| C     | Francia (bandiera)     | Zinédine Zidane    | Real Madrid            |
| C     | Italia (bandiera)      | Andrea Pirlo       | Milan                  |
| A     | Brasile (bandiera)     | Ronaldinho         | Barcellona             |
| A     | Francia (bandiera)     | Thierry Henry      | Arsenal                |
| A     | Camerun (bandiera)     | Samuel Eto'o       | Barcellona             |

### 2007
| Ruolo | Naz.                      | Giocatore         | Squadra        |
| ----- | ------------------------- | ----------------- | -------------- |
| P     | Italia (bandiera)         | Gianluigi Buffon  | Juventus       |
| D     | Spagna (bandiera)         | Carles Puyol      | Barcellona     |
| D     | Inghilterra (bandiera)    | John Terry        | Chelsea        |
| D     | Italia (bandiera)         | Fabio Cannavaro   | Real Madrid    |
| D     | Italia (bandiera)         | Alessandro Nesta  | Milan          |
| C     | Inghilterra (bandiera)    | Steven Gerrard    | Liverpool      |
| C     | Brasile (bandiera)        | Kaká              | Milan          |
| C     | Portogallo (bandiera)     | Cristiano Ronaldo | Manchester Utd |
| A     | Brasile (bandiera)        | Ronaldinho        | Barcellona     |
| A     | Costa d'Avorio (bandiera) | Didier Drogba     | Chelsea        |
| A     | Argentina (bandiera)      | Lionel Messi      | Barcellona     |

### 2008
| Ruolo | Naz.                   | Giocatore         | Squadra        |
| ----- | ---------------------- | ----------------- | -------------- |
| P     | Spagna (bandiera)      | Iker Casillas     | Real Madrid    |
| D     | Spagna (bandiera)      | Carles Puyol      | Barcellona     |
| D     | Inghilterra (bandiera) | John Terry        | Chelsea        |
| D     | Inghilterra (bandiera) | Rio Ferdinand     | Manchester Utd |
| D     | Spagna (bandiera)      | Sergio Ramos      | Real Madrid    |
| C     | Brasile (bandiera)     | Kaká              | Milan          |
| C     | Inghilterra (bandiera) | Steven Gerrard    | Liverpool      |
| C     | Spagna (bandiera)      | Xavi              | Barcellona     |
| A     | Portogallo (bandiera)  | Cristiano Ronaldo | Manchester Utd |
| A     | Spagna (bandiera)      | Fernando Torres   | Liverpool      |
| A     | Argentina (bandiera)   | Lionel Messi      | Barcellona     |

### 2009
| Ruolo | Naz.                   | Giocatore         | Squadra                      |
| ----- | ---------------------- | ----------------- | ---------------------------- |
| P     | Spagna (bandiera)      | Iker Casillas     | Real Madrid                  |
| D     | Francia (bandiera)     | Patrice Evra      | Manchester Utd               |
| D     | Serbia (bandiera)      | Nemanja Vidić     | Manchester Utd               |
| D     | Inghilterra (bandiera) | John Terry        | Chelsea                      |
| D     | Brasile (bandiera)     | Daniel Alves      | Barcellona                   |
| C     | Spagna (bandiera)      | Andrés Iniesta    | Barcellona                   |
| C     | Spagna (bandiera)      | Xavi              | Barcellona                   |
| C     | Inghilterra (bandiera) | Steven Gerrard    | Liverpool                    |
| A     | Portogallo (bandiera)  | Cristiano Ronaldo | Manchester Utd / Real Madrid |
| A     | Spagna (bandiera)      | Fernando Torres   | Liverpool                    |
| A     | Argentina (bandiera)   | Lionel Messi      | Barcellona                   |

### 2010
| Ruolo | Naz.                   | Giocatore         | Squadra               |
| ----- | ---------------------- | ----------------- | --------------------- |
| P     | Spagna (bandiera)      | Iker Casillas     | Real Madrid           |
| D     | Spagna (bandiera)      | Carles Puyol      | Barcellona            |
| D     | Spagna (bandiera)      | Gerard Piqué      | Barcellona            |
| D     | Brasile (bandiera)     | Lúcio             | Inter                 |
| D     | Brasile (bandiera)     | Maicon            | Inter                 |
| C     | Spagna (bandiera)      | Andrés Iniesta    | Barcellona            |
| C     | Spagna (bandiera)      | Xavi              | Barcellona            |
| C     | Paesi Bassi (bandiera) | Wesley Sneijder   | Inter                 |
| A     | Portogallo (bandiera)  | Cristiano Ronaldo | Real Madrid           |
| A     | Spagna (bandiera)      | David Villa       | Valencia / Barcellona |
| A     | Argentina (bandiera)   | Lionel Messi      | Barcellona            |

### 2011
| Ruolo | Naz.                   | Giocatore         | Squadra        |
| ----- | ---------------------- | ----------------- | -------------- |
| P     | Spagna (bandiera)      | Iker Casillas     | Real Madrid    |
| D     | Spagna (bandiera)      | Sergio Ramos      | Real Madrid    |
| D     | Spagna (bandiera)      | Gerard Piqué      | Barcellona     |
| D     | Serbia (bandiera)      | Nemanja Vidić     | Manchester Utd |
| D     | Brasile (bandiera)     | Daniel Alves      | Barcellona     |
| C     | Spagna (bandiera)      | Andrés Iniesta    | Barcellona     |
| C     | Spagna (bandiera)      | Xabi Alonso       | Real Madrid    |
| C     | Spagna (bandiera)      | Xavi              | Barcellona     |
| A     | Portogallo (bandiera)  | Cristiano Ronaldo | Real Madrid    |
| A     | Inghilterra (bandiera) | Wayne Rooney      | Manchester Utd |
| A     | Argentina (bandiera)   | Lionel Messi      | Barcellona     |

### 2012
| Ruolo | Naz.                  | Giocatore         | Squadra         |
| ----- | --------------------- | ----------------- | --------------- |
| P     | Spagna (bandiera)     | Iker Casillas     | Real Madrid     |
| D     | Brasile (bandiera)    | Marcelo           | Real Madrid     |
| D     | Spagna (bandiera)     | Gerard Piqué      | Barcellona      |
| D     | Spagna (bandiera)     | Sergio Ramos      | Real Madrid     |
| D     | Brasile (bandiera)    | Daniel Alves      | Barcellona      |
| C     | Spagna (bandiera)     | Andrés Iniesta    | Barcellona      |
| C     | Spagna (bandiera)     | Xabi Alonso       | Real Madrid     |
| C     | Spagna (bandiera)     | Xavi              | Barcellona      |
| A     | Portogallo (bandiera) | Cristiano Ronaldo | Real Madrid     |
| A     | Colombia (bandiera)   | Radamel Falcao    | Atlético Madrid |
| A     | Argentina (bandiera)  | Lionel Messi      | Barcellona      |

### 2013
| Ruolo | Naz.                  | Giocatore          | Squadra             |
| ----- | --------------------- | ------------------ | ------------------- |
| P     | Germania (bandiera)   | Manuel Neuer       | Bayern Monaco       |
| D     | Germania (bandiera)   | Philipp Lahm       | Bayern Monaco       |
| D     | Spagna (bandiera)     | Sergio Ramos       | Real Madrid         |
| D     | Brasile (bandiera)    | Thiago Silva       | Paris Saint-Germain |
| D     | Brasile (bandiera)    | Daniel Alves       | Barcellona          |
| C     | Francia (bandiera)    | Franck Ribéry      | Bayern Monaco       |
| C     | Spagna (bandiera)     | Andrés Iniesta     | Barcellona          |
| C     | Spagna (bandiera)     | Xavi               | Barcellona          |
| A     | Portogallo (bandiera) | Cristiano Ronaldo  | Real Madrid         |
| A     | Svezia (bandiera)     | Zlatan Ibrahimović | Paris Saint-Germain |
| A     | Argentina (bandiera)  | Lionel Messi       | Barcellona          |

### 2014
| Ruolo | Naz.                   | Giocatore         | Squadra                       |
| ----- | ---------------------- | ----------------- | ----------------------------- |
| P     | Germania (bandiera)    | Manuel Neuer      | Bayern Monaco                 |
| D     | Spagna (bandiera)      | Sergio Ramos      | Real Madrid                   |
| D     | Brasile (bandiera)     | David Luiz        | Chelsea / Paris Saint-Germain |
| D     | Brasile (bandiera)     | Thiago Silva      | Paris Saint-Germain           |
| D     | Germania (bandiera)    | Philipp Lahm      | Bayern Monaco                 |
| C     | Spagna (bandiera)      | Andrés Iniesta    | Barcellona                    |
| C     | Germania (bandiera)    | Toni Kroos        | Bayern Monaco / Real Madrid   |
| C     | Argentina (bandiera)   | Ángel Di María    | Real Madrid / Manchester Utd  |
| A     | Paesi Bassi (bandiera) | Arjen Robben      | Bayern Monaco                 |
| A     | Argentina (bandiera)   | Lionel Messi      | Barcellona                    |
| A     | Portogallo (bandiera)  | Cristiano Ronaldo | Real Madrid                   |

### 2015
| Ruolo | Naz.                  | Giocatore         | Squadra             |
| ----- | --------------------- | ----------------- | ------------------- |
| P     | Germania (bandiera)   | Manuel Neuer      | Bayern Monaco       |
| D     | Brasile (bandiera)    | Dani Alves        | Barcellona          |
| D     | Spagna (bandiera)     | Sergio Ramos      | Real Madrid         |
| D     | Brasile (bandiera)    | Thiago Silva      | Paris Saint-Germain |
| D     | Brasile (bandiera)    | Marcelo           | Real Madrid         |
| C     | Spagna (bandiera)     | Andrés Iniesta    | Barcellona          |
| C     | Croazia (bandiera)    | Luka Modrić       | Real Madrid         |
| C     | Francia (bandiera)    | Paul Pogba        | Juventus            |
| A     | Brasile (bandiera)    | Neymar            | Barcellona          |
| A     | Argentina (bandiera)  | Lionel Messi      | Barcellona          |
| A     | Portogallo (bandiera) | Cristiano Ronaldo | Real Madrid         |

### 2016
| Ruolo | Naz.                  | Giocatore         | Squadra               |
| ----- | --------------------- | ----------------- | --------------------- |
| P     | Germania (bandiera)   | Manuel Neuer      | Bayern Monaco         |
| D     | Brasile (bandiera)    | Dani Alves        | Barcellona / Juventus |
| D     | Spagna (bandiera)     | Gerard Piqué      | Barcellona            |
| D     | Spagna (bandiera)     | Sergio Ramos      | Real Madrid           |
| D     | Brasile (bandiera)    | Marcelo           | Real Madrid           |
| C     | Croazia (bandiera)    | Luka Modrić       | Real Madrid           |
| C     | Germania (bandiera)   | Toni Kroos        | Real Madrid           |
| C     | Spagna (bandiera)     | Andrés Iniesta    | Barcellona            |
| A     | Argentina (bandiera)  | Lionel Messi      | Barcellona            |
| A     | Uruguay (bandiera)    | Luis Suárez       | Barcellona            |
| A     | Portogallo (bandiera) | Cristiano Ronaldo | Real Madrid           |

### 2017
| Ruolo | Naz.                  | Giocatore         | Squadra                          |
| ----- | --------------------- | ----------------- | -------------------------------- |
| P     | Italia (bandiera)     | Gianluigi Buffon  | Juventus                         |
| D     | Brasile (bandiera)    | Dani Alves        | Juventus / Paris Saint-Germain   |
| D     | Italia (bandiera)     | Leonardo Bonucci  | Juventus / Milan                 |
| D     | Spagna (bandiera)     | Sergio Ramos      | Real Madrid                      |
| D     | Brasile (bandiera)    | Marcelo           | Real Madrid                      |
| C     | Croazia (bandiera)    | Luka Modrić       | Real Madrid                      |
| C     | Germania (bandiera)   | Toni Kroos        | Real Madrid                      |
| C     | Spagna (bandiera)     | Andrés Iniesta    | Barcellona                       |
| A     | Argentina (bandiera)  | Lionel Messi      | Barcellona                       |
| A     | Portogallo (bandiera) | Cristiano Ronaldo | Real Madrid                      |
| A     | Brasile (bandiera)    | Neymar            | Barcellona / Paris Saint-Germain |

### 2018
| Ruolo | Naz.                  | Giocatore         | Squadra                |
| ----- | --------------------- | ----------------- | ---------------------- |
| P     | Spagna (bandiera)     | David de Gea      | Manchester Utd         |
| D     | Brasile (bandiera)    | Dani Alves        | Paris Saint-Germain    |
| D     | Francia (bandiera)    | Raphaël Varane    | Real Madrid            |
| D     | Spagna (bandiera)     | Sergio Ramos      | Real Madrid            |
| D     | Brasile (bandiera)    | Marcelo           | Real Madrid            |
| C     | Croazia (bandiera)    | Luka Modrić       | Real Madrid            |
| C     | Francia (bandiera)    | N'Golo Kanté      | Chelsea                |
| C     | Belgio (bandiera)     | Eden Hazard       | Chelsea                |
| A     | Francia (bandiera)    | Kylian Mbappé     | Paris Saint-Germain    |
| A     | Argentina (bandiera)  | Lionel Messi      | Barcellona             |
| A     | Portogallo (bandiera) | Cristiano Ronaldo | Real Madrid / Juventus |

### 2019
| Ruolo | Naz.                   | Giocatore         | Squadra               |
| ----- | ---------------------- | ----------------- | --------------------- |
| P     | Brasile (bandiera)     | Alisson           | Liverpool             |
| D     | Spagna (bandiera)      | Sergio Ramos      | Real Madrid           |
| D     | Paesi Bassi (bandiera) | Matthijs de Ligt  | Ajax / Juventus       |
| D     | Paesi Bassi (bandiera) | Virgil van Dijk   | Liverpool             |
| D     | Brasile (bandiera)     | Marcelo           | Real Madrid           |
| C     | Croazia (bandiera)     | Luka Modrić       | Real Madrid           |
| C     | Paesi Bassi (bandiera) | Frenkie de Jong   | Ajax / Barcellona     |
| C     | Belgio (bandiera)      | Eden Hazard       | Chelsea / Real Madrid |
| A     | Francia (bandiera)     | Kylian Mbappé     | Paris Saint-Germain   |
| A     | Argentina (bandiera)   | Lionel Messi      | Barcellona            |
| A     | Portogallo (bandiera)  | Cristiano Ronaldo | Juventus              |

### 2020
| Ruolo | Naz.                   | Giocatore              | Squadra                   |
| ----- | ---------------------- | ---------------------- | ------------------------- |
| P     | Brasile (bandiera)     | Alisson                | Liverpool                 |
| D     | Inghilterra (bandiera) | Trent Alexander-Arnold | Liverpool                 |
| D     | Spagna (bandiera)      | Sergio Ramos           | Real Madrid               |
| D     | Paesi Bassi (bandiera) | Virgil van Dijk        | Liverpool                 |
| D     | Canada (bandiera)      | Alphonso Davies        | Bayern Monaco             |
| C     | Germania (bandiera)    | Joshua Kimmich         | Bayern Monaco             |
| C     | Belgio (bandiera)      | Kevin De Bruyne        | Manchester City           |
| C     | Spagna (bandiera)      | Thiago Alcántara       | Bayern Monaco / Liverpool |
| A     | Portogallo (bandiera)  | Cristiano Ronaldo      | Juventus                  |
| A     | Polonia (bandiera)     | Robert Lewandowski     | Bayern Monaco             |
| A     | Argentina (bandiera)   | Lionel Messi           | Barcellona                |

### 2021
| Ruolo | Naz.                  | Giocatore            | Squadra                          |
| ----- | --------------------- | -------------------- | -------------------------------- |
| P     | Italia (bandiera)     | Gianluigi Donnarumma | Milan / Paris Saint-Germain      |
| D     | Austria (bandiera)    | David Alaba          | Bayern Monaco / Real Madrid      |
| D     | Italia (bandiera)     | Leonardo Bonucci     | Juventus                         |
| D     | Portogallo (bandiera) | Rúben Dias           | Manchester City                  |
| C     | Italia (bandiera)     | Jorginho             | Chelsea                          |
| C     | Francia (bandiera)    | N'Golo Kanté         | Chelsea                          |
| C     | Belgio (bandiera)     | Kevin De Bruyne      | Manchester City                  |
| A     | Portogallo (bandiera) | Cristiano Ronaldo    | Juventus / Manchester Utd        |
| A     | Norvegia (bandiera)   | Erling Haaland       | Borussia Dortmund                |
| A     | Polonia (bandiera)    | Robert Lewandowski   | Bayern Monaco                    |
| A     | Argentina (bandiera)  | Lionel Messi         | Barcellona / Paris Saint-Germain |

### 2022
| Ruolo | Naz.                   | Giocatore        | Squadra                             |
| ----- | ---------------------- | ---------------- | ----------------------------------- |
| P     | Belgio (bandiera)      | Thibaut Courtois | Real Madrid                         |
| D     | Marocco (bandiera)     | Achraf Hakimi    | Paris Saint-Germain                 |
| D     | Paesi Bassi (bandiera) | Virgil van Dijk  | Liverpool                           |
| D     | Portogallo (bandiera)  | João Cancelo     | Manchester City / Bayern Monaco     |
| C     | Belgio (bandiera)      | Kevin De Bruyne  | Manchester City                     |
| C     | Brasile (bandiera)     | Casemiro         | Real Madrid / Manchester Utd        |
| C     | Croazia (bandiera)     | Luka Modrić      | Real Madrid                         |
| A     | Argentina (bandiera)   | Lionel Messi     | Paris Saint-Germain                 |
| A     | Francia (bandiera)     | Karim Benzema    | Real Madrid                         |
| A     | Norvegia (bandiera)    | Erling Haaland   | Borussia Dortmund / Manchester City |
| A     | Francia (bandiera)     | Kylian Mbappé    | Paris Saint-Germain                 |

### 2023
| Ruolo | Naz.                   | Giocatore        | Squadra                           |
| ----- | ---------------------- | ---------------- | --------------------------------- |
| P     | Belgio (bandiera)      | Thibaut Courtois | Real Madrid                       |
| D     | Inghilterra (bandiera) | Kyle Walker      | Manchester City                   |
| D     | Portogallo (bandiera)  | Rúben Dias       | Manchester City                   |
| D     | Inghilterra (bandiera) | John Stones      | Manchester City                   |
| C     | Portogallo (bandiera)  | Bernardo Silva   | Manchester City                   |
| C     | Belgio (bandiera)      | Kevin De Bruyne  | Manchester City                   |
| C     | Inghilterra (bandiera) | Jude Bellingham  | Borussia Dortmund / Real Madrid   |
| A     | Brasile (bandiera)     | Vinícius Júnior  | Real Madrid                       |
| A     | Norvegia (bandiera)    | Erling Haaland   | Manchester City                   |
| A     | Francia (bandiera)     | Kylian Mbappé    | Paris Saint-Germain               |
| A     | Argentina (bandiera)   | Lionel Messi     | Paris Saint-Germain / Inter Miami |

### 2024
| Ruolo | Naz.                   | Giocatore       | Squadra                           |
| ----- | ---------------------- | --------------- | --------------------------------- |
| P     | Brasile (bandiera)     | Ederson         | Manchester City                   |
| D     | Spagna (bandiera)      | Daniel Carvajal | Real Madrid                       |
| D     | Germania (bandiera)    | Antonio Rüdiger | Real Madrid                       |
| D     | Paesi Bassi (bandiera) | Virgil van Dijk | Liverpool                         |
| C     | Belgio (bandiera)      | Kevin De Bruyne | Manchester City                   |
| C     | Spagna (bandiera)      | Rodri           | Manchester City                   |
| C     | Germania (bandiera)    | Toni Kroos      | Real Madrid                       |
| C     | Inghilterra (bandiera) | Jude Bellingham | Real Madrid                       |
| A     | Francia (bandiera)     | Kylian Mbappé   | Paris Saint-Germain / Real Madrid |
| A     | Norvegia (bandiera)    | Erling Haaland  | Manchester City                   |
| A     | Brasile (bandiera)     | Vinícius Júnior | Real Madrid                       |

## Statistiche premio maschile

### Apparizioni per giocatore
|    | R | Giocatori         | Apparizioni | Anni                                                                                                 | Club                                         |
| -- | - | ----------------- | ----------- | --- | -------------------------------------------- |
| 1  | A | Lionel Messi      | 17          | 2007, 2008, 2009, 2010, 2011, 2012, 2013, 2014, 2015, 2016, 2017, 2018, 2019, 2020, 2021, 2022, 2023 | Barcellona, Paris Saint-Germain, Inter Miami |
| 2  | A | Cristiano Ronaldo | 15          | 2007, 2008, 2009, 2010, 2011, 2012, 2013, 2014, 2015, 2016, 2017, 2018, 2019, 2020, 2021             | Manchester Utd, Real Madrid, Juventus        |
| 3  | D | Sergio Ramos      | 11          | 2008, 2011, 2012, 2013, 2014, 2015, 2016, 2017, 2018, 2019, 2020                                     | Real Madrid                                  |
| 4  | C | Andrés Iniesta    | 9           | 2009, 2010, 2011, 2012, 2013, 2014, 2015, 2016, 2017                                                 | Barcellona                                   |
| 5  | D | Dani Alves        | 8           | 2009, 2011, 2012, 2013, 2015, 2016, 2017, 2018                                                       | Barcellona, Juventus, Paris Saint-Germain    |
| 6  | C | Xavi              | 6           | 2008, 2009, 2010, 2011, 2012, 2013                                                                   | Barcellona                                   |
| 6  | D | Marcelo           | 6           | 2012, 2015, 2016, 2017, 2018, 2019                                                                   | Real Madrid                                  |
| 6  | C | Luka Modrić       | 6           | 2015, 2016, 2017, 2018, 2019, 2022                                                                   | Real Madrid                                  |
| 9  | D | John Terry        | 5           | 2005, 2006, 2007, 2008, 2009                                                                         | Chelsea                                      |
| 9  | P | Iker Casillas     | 5           | 2008, 2009, 2010, 2011, 2012                                                                         | Real Madrid                                  |
| 9  | C | Kevin De Bruyne   | 5           | 2020, 2021, 2022, 2023, 2024                                                                         | Manchester City                              |
| 9  | A | Kylian Mbappé     | 5           | 2018, 2019, 2022, 2023, 2024                                                                         | Paris Saint-Germain, Real Madrid             |
| 13 | D | Gerard Piqué      | 4           | 2010, 2011, 2012, 2016                                                                               | Barcellona                                   |
| 13 | P | Manuel Neuer      | 4           | 2013, 2014, 2015, 2016                                                                               | Bayern Monaco                                |
| 13 | A | Erling Haaland    | 4           | 2021, 2022, 2023, 2024                                                                               | Borussia Dortmund, Manchester City           |
| 13 | C | Toni Kroos        | 4           | 2014, 2016, 2017, 2024                                                                               | Bayern Monaco, Real Madrid                   |
| 13 | D | Virgil van Dijk   | 4           | 2019, 2020, 2022, 2024                                                                               | Liverpool                                    |
| 18 | A | Ronaldinho        | 3           | 2005, 2006, 2007                                                                                     | Barcellona                                   |
| 18 | C | Kaká              | 3           | 2006, 2007, 2008                                                                                     | Milan                                        |
| 18 | P | Gianluigi Buffon  | 3           | 2006, 2007, 2017                                                                                     | Juventus                                     |
| 18 | C | Steven Gerrard    | 3           | 2007, 2008, 2009                                                                                     | Liverpool                                    |
| 18 | D | Carles Puyol      | 3           | 2007, 2008, 2010                                                                                     | Barcellona                                   |
| 18 | D | Thiago Silva      | 3           | 2013, 2014, 2015                                                                                     | Paris Saint-Germain                          |

### Apparizioni per club
I giocatori in corsivo sono apparsi con più club, e le apparizioni sono di conseguenza separate.
|    | Club                | Apparizioni | Giocatori |
| -- | ------------------- | ----------- | --- |
| 1  | Real Madrid         | 63          | Ramos (11), Cristiano Ronaldo (10), Marcelo (6), Modrić (6), Casillas (5), Kroos (4), Zidane (2), Cannavaro (2), Alonso (2), Courtois (2), Bellingham (2), Vinícius Júnior (2), Di María (1), Varane (1), Hazard (1), Alaba (1), Casemiro (1), Benzema (1), Carvajal (1), Mbappé (1), Rüdiger (1) |
| 2  | Barcellona          | 55          | Messi (15), Iniesta (9), Xavi (6), Alves (6), Piqué (4), Puyol (3), Ronaldinho (3), Eto'o (2), Neymar (2), Thuram (1), Villa (1), Zambrotta (1), Suárez (1), de Jong (1) |
| 3  | Paris Saint-Germain | 18          | Mbappé (5), Silva (3), Messi (3), Alves (2), Ibrahimović (1), David Luiz (1), Neymar (1), Donnarumma (1), Hakimi (1) |
| 4  | Juventus            | 16          | Buffon (3), Cristiano Ronaldo (4), Alves (2), Bonucci (2), Cannavaro (1), Pogba (1), Thuram (1), Zambrotta (1), De Ligt (1) |
| 4  | Bayern Monaco       | 16          | Neuer (4), Lahm (2), Lewandowski (2), Ribéry (1), Robben (1), Kroos (1), Davies (1), Kimmich (1), Alcántara (1), Alaba (1), Cancelo (1) |
| 4  | Manchester City     | 16          | De Bruyne (5), Haaland (3), Dias (2), Cancelo (1), Silva (1), Stones (1), Walker (1), Ederson (1), Rodri (1), |
| 7  | Chelsea             | 14          | Terry (5), Hazard (2), Kanté (2), Drogba (1), Lampard (1), Makélélé (1), David Luiz (1), Jorginho (1) |
| 8  | Liverpool           | 13          | Van Dijk (4), Gerrard (3), Torres (2), Alisson (2), Alexander-Arnold (1), Alcántara (1) |
| 9  | Milan               | 12          | Kaká (3), Nesta (2), Cafu (1), Dida (1), Maldini (1), Pirlo (1), Ševčenko (1), Bonucci (1), Donnarumma (1) |
| 9  | Manchester Utd      | 12          | Cristiano Ronaldo (4), Vidić (2), Evra (1), Ferdinand (1), Rooney (1), Di María (1), De Gea (1), Casemiro (1) |
| 11 | Inter               | 3           | Lúcio (1), Maicon (1), Sneijder (1) |
| 11 | Borussia Dortmund   | 3           | Haaland (2), Bellingham (1) |
| 13 | Ajax                | 2           | De Jong (1), De Ligt (1) |
| 14 | Arsenal             | 1           | Henry (1) |
| 14 | Atlético Madrid     | 1           | Falcao (1) |
| 14 | Valencia            | 1           | Villa (1) |
| 14 | Inter Miami         | 1           | Messi (1) |

### Apparizioni per nazionalità
|    | Nazionalità    | Apparizioni | Giocatori |
| -- | -------------- | ----------- | --- |
| 1  | Spagna         | 47          | Ramos (11), Iniesta (9), Xavi (6), Casillas (5), Piqué (4), Puyol (3), Alonso (2), Torres (2), Villa (1), De Gea (1), Alcántara (1), Carvajal (1), Rodri (1)                                    |
| 2  | Brasile        | 36          | Alves (8), Marcelo (6), Kaká (3), Ronaldinho (3), Silva (3), Neymar (2), Alisson (2), Vinícius Júnior (2), Cafu (1), David Luiz (1), Dida (1), Lúcio (1), Maicon (1), Casemiro (1), Ederson (1) |
| 3  | Portogallo     | 19          | Cristiano Ronaldo (15), Dias (2), Cancelo (1), Silva (1) |
| 4  | Argentina      | 18          | Messi (17), Di María (1) |
| 5  | Francia        | 17          | Mbappé (5), Zidane (2), Kanté (2), Evra (1), Henry (1), Makélélé (1), Pogba (1), Ribéry (1), Thuram (1), Varane (1), Benzema (1)                                                                |
| 6  | Inghilterra    | 16          | Terry (5), Gerrard (3), Bellingham (2), Ferdinand (1), Lampard (1), Rooney (1), Alexander-Arnold (1), Stones (1), Walker (1)                                                                    |
| 7  | Italia         | 14          | Buffon (3), Cannavaro (2), Nesta (2), Bonucci (2), Maldini (1), Pirlo (1), Zambrotta (1), Donnarumma (1), Jorginho (1)                                                                          |
| 8  | Germania       | 12          | Neuer (4), Kroos (4), Lahm (2), Kimmich (1), Rüdiger (1) |
| 9  | Belgio         | 9           | De Bruyne (5), Hazard (2), Courtois (2) |
| 10 | Paesi Bassi    | 8           | Van Dijk (4), Sneijder (1), Robben (1), De Ligt (1), De Jong (1) |
| 11 | Croazia        | 6           | Modrić (6) |
| 12 | Norvegia       | 4           | Haaland (4) |
| 13 | Camerun        | 2           | Eto'o (2) |
| 13 | Serbia         | 2           | Vidić (2) |
| 13 | Polonia        | 2           | Lewandowski (2) |
| 16 | Colombia       | 1           | Falcao (1) |
| 16 | Costa d'Avorio | 1           | Drogba (1) |
| 16 | Svezia         | 1           | Ibrahimović (1) |
| 16 | Ucraina        | 1           | Ševčenko (1) |
| 16 | Uruguay        | 1           | Suárez (1) |
| 16 | Canada         | 1           | Davies (1) |
| 16 | Austria        | 1           | Alaba (1) |
| 16 | Marocco        | 1           | Hakimi (1) |

### Apparizioni per continente
|   | Continente                           | Apparizioni | Nazioni |
| - | ------------------------------------ | ----------- | --- |
| 1 | Europa                               | 159         | Austria (1), Belgio (9), Croazia (6), Francia (17), Germania (12), Inghilterra (16), Italia (14), Norvegia (4), Paesi Bassi (8), Polonia (2), Portogallo (19), Serbia (2), Spagna (47), Svezia (1), Ucraina (1) |
| 2 | Sudamerica                           | 56          | Argentina (18), Brasile (36), Colombia (1), Uruguay (1) |
| 3 | Africa                               | 4           | Camerun (2), Costa d'Avorio (1), Marocco (1) |
| 4 | Nordamerica, Centroamerica e Caraibi | 1           | Canada (1) |

## Albo d'oro premio femminile
Le giocatrici in grassetto hanno vinto il FIFA World Player of the Year (2001–2015) o il The Best FIFA Women's Player (dal 2016) nel rispettivo anno.

### 2015
| Ruolo | Naz.                   | Giocatrice         | Squadra                         |
| ----- | ---------------------- | ------------------ | ------------------------------- |
| P     | Stati Uniti (bandiera) | Hope Solo          | Seattle Reign                   |
| D     | Francia (bandiera)     | Wendie Renard      | Olympique Lione                 |
| D     | Stati Uniti (bandiera) | Meghan Klingenberg | Houston Dash                    |
| D     | Canada (bandiera)      | Kadeisha Buchanan  | WVU Mountaineers                |
| D     | Stati Uniti (bandiera) | Julie Johnston     | Chicago Stars                   |
| C     | Stati Uniti (bandiera) | Carli Lloyd        | Houston Dash                    |
| C     | Francia (bandiera)     | Amandine Henry     | Olympique Lione                 |
| C     | Giappone (bandiera)    | Aya Miyama         | Okayama Yunogo Belle            |
| A     | Germania (bandiera)    | Célia Šašić        | 1. FFC Francoforte              |
| A     | Francia (bandiera)     | Eugenie Le Sommer  | Olympique Lione                 |
| A     | Germania (bandiera)    | Anja Mittag        | Rosengård / Paris Saint-Germain |

### 2016
| Ruolo | Naz.                   | Giocatrice         | Squadra                              |
| ----- | ---------------------- | ------------------ | ------------------------------------ |
| P     | Stati Uniti (bandiera) | Hope Solo          | Seattle Reign                        |
| D     | Stati Uniti (bandiera) | Ali Krieger        | Orlando Pride                        |
| D     | Francia (bandiera)     | Wendie Renard      | Olympique Lione                      |
| D     | Svezia (bandiera)      | Nilla Fischer      | Wolfsburg                            |
| D     | Germania (bandiera)    | Leonie Maier       | Bayern Monaco                        |
| C     | Brasile (bandiera)     | Marta              | Rosengård                            |
| C     | Stati Uniti (bandiera) | Carli Lloyd        | Houston Dash                         |
| C     | Germania (bandiera)    | Dzsenifer Marozsán | 1. FFC Francoforte / Olympique Lione |
| A     | Francia (bandiera)     | Eugenie Le Sommer  | Olympique Lione                      |
| A     | Norvegia (bandiera)    | Ada Hegerberg      | Olympique Lione                      |
| A     | Stati Uniti (bandiera) | Alex Morgan        | Orlando Pride                        |

### 2017
| Ruolo | Naz.                   | Giocatrice         | Squadra                           |
| ----- | ---------------------- | ------------------ | --------------------------------- |
| P     | Svezia (bandiera)      | Hedvig Lindahl     | Chelsea                           |
| D     | Inghilterra (bandiera) | Lucy Bronze        | Manchester City / Olympique Lione |
| D     | Francia (bandiera)     | Wendie Renard      | Olympique Lione                   |
| D     | Svezia (bandiera)      | Nilla Fischer      | Wolfsburg                         |
| D     | Spagna (bandiera)      | Irene Paredes      | Paris Saint-Germain               |
| C     | Brasile (bandiera)     | Marta              | Orlando Pride                     |
| C     | Francia (bandiera)     | Camille Abily      | Olympique Lione                   |
| C     | Germania (bandiera)    | Dzsenifer Marozsán | Olympique Lione                   |
| A     | Danimarca (bandiera)   | Pernille Harder    | Wolfsburg                         |
| A     | Stati Uniti (bandiera) | Alex Morgan        | Olympique Lione / Orlando Pride   |
| A     | Paesi Bassi (bandiera) | Lieke Martens      | Rosengård / Barcellona            |

### 2019
| Ruolo | Naz.                   | Giocatrice          | Squadra                   |
| ----- | ---------------------- | ------------------- | ------------------------- |
| P     | Paesi Bassi (bandiera) | Sari van Veenendaal | Arsenal / Atlético Madrid |
| D     | Francia (bandiera)     | Wendie Renard       | Olympique Lione           |
| D     | Inghilterra (bandiera) | Lucy Bronze         | Olympique Lione           |
| D     | Stati Uniti (bandiera) | Kelley O'Hara       | Utah Royals               |
| D     | Svezia (bandiera)      | Nilla Fischer       | Wolfsburg / Linköping     |
| C     | Francia (bandiera)     | Amandine Henry      | Olympique Lione           |
| C     | Stati Uniti (bandiera) | Rose Lavelle        | Washington Spirit         |
| C     | Stati Uniti (bandiera) | Julie Ertz          | Chicago Stars             |
| A     | Stati Uniti (bandiera) | Alex Morgan         | Orlando Pride             |
| A     | Stati Uniti (bandiera) | Megan Rapinoe       | Seattle Reign             |
| A     | Brasile (bandiera)     | Marta               | Orlando Pride             |

### 2020
| Ruolo | Naz.                   | Giocatrice         | Squadra                             |
| ----- | ---------------------- | ------------------ | ----------------------------------- |
| P     | Cile (bandiera)        | Christiane Endler  | Paris Saint-Germain                 |
| D     | Inghilterra (bandiera) | Millie Bright      | Chelsea                             |
| D     | Inghilterra (bandiera) | Lucy Bronze        | Olympique Lione / Manchester City   |
| D     | Francia (bandiera)     | Wendie Renard      | Olympique Lione                     |
| C     | Italia (bandiera)      | Barbara Bonansea   | Juventus                            |
| C     | Spagna (bandiera)      | Verónica Boquete   | Utah Royals / Milan                 |
| C     | Francia (bandiera)     | Delphine Cascarino | Olympique Lione                     |
| A     | Danimarca (bandiera)   | Pernille Harder    | Wolfsburg / Chelsea                 |
| A     | Stati Uniti (bandiera) | Tobin Heath        | Portland Thorns / Manchester United |
| A     | Paesi Bassi (bandiera) | Vivianne Miedema   | Arsenal                             |
| A     | Stati Uniti (bandiera) | Megan Rapinoe      | Seattle Reign                       |

### 2021
| Ruolo | Naz.                   | Giocatrice         | Squadra                                    |
| ----- | ---------------------- | ------------------ | ------------------------------------------ |
| P     | Cile (bandiera)        | Christiane Endler  | Paris Saint-Germain / Olympique Lione      |
| D     | Inghilterra (bandiera) | Millie Bright      | Chelsea                                    |
| D     | Inghilterra (bandiera) | Lucy Bronze        | Manchester City                            |
| D     | Svezia (bandiera)      | Magdalena Eriksson | Chelsea                                    |
| D     | Francia (bandiera)     | Wendie Renard      | Olympique Lione                            |
| C     | Argentina (bandiera)   | Estefanía Banini   | Levante / Atlético Madrid                  |
| C     | Italia (bandiera)      | Barbara Bonansea   | Juventus                                   |
| C     | Stati Uniti (bandiera) | Carli Lloyd        | NJ/NY Gotham                               |
| A     | Brasile (bandiera)     | Marta              | Orlando Pride                              |
| A     | Paesi Bassi (bandiera) | Vivianne Miedema   | Arsenal                                    |
| A     | Stati Uniti (bandiera) | Alex Morgan        | Tottenham / Orlando Pride / San Diego Wave |

### 2022
| Ruolo | Naz.                   | Giocatrice        | Squadra                        |
| ----- | ---------------------- | ----------------- | ------------------------------ |
| P     | Cile (bandiera)        | Christiane Endler | Olympique Lione                |
| D     | Inghilterra (bandiera) | Lucy Bronze       | Manchester City / Barcellona   |
| D     | Spagna (bandiera)      | Mapi León         | Barcellona                     |
| D     | Francia (bandiera)     | Wendie Renard     | Olympique Lione                |
| D     | Inghilterra (bandiera) | Leah Williamson   | Arsenal                        |
| C     | Germania (bandiera)    | Lena Oberdorf     | Wolfsburg                      |
| C     | Spagna (bandiera)      | Alexia Putellas   | Barcellona                     |
| C     | Inghilterra (bandiera) | Keira Walsh       | Manchester City / Barcellona   |
| A     | Australia (bandiera)   | Sam Kerr          | Chelsea                        |
| A     | Inghilterra (bandiera) | Beth Mead         | Arsenal                        |
| A     | Stati Uniti (bandiera) | Alex Morgan       | Orlando Pride / San Diego Wave |

### 2023
| Ruolo | Naz.                   | Giocatrice     | Squadra                     |
| ----- | ---------------------- | -------------- | --------------------------- |
| P     | Inghilterra (bandiera) | Mary Earps     | Manchester United           |
| D     | Inghilterra (bandiera) | Lucy Bronze    | Barcellona                  |
| D     | Spagna (bandiera)      | Olga Carmona   | Real Madrid                 |
| D     | Inghilterra (bandiera) | Alex Greenwood | Manchester City             |
| C     | Inghilterra (bandiera) | Ella Toone     | Manchester United           |
| C     | Inghilterra (bandiera) | Keira Walsh    | Barcellona                  |
| C     | Spagna (bandiera)      | Aitana Bonmatí | Barcellona                  |
| A     | Inghilterra (bandiera) | Lauren James   | Chelsea                     |
| A     | Australia (bandiera)   | Sam Kerr       | Chelsea                     |
| A     | Stati Uniti (bandiera) | Alex Morgan    | San Diego Wave              |
| A     | Inghilterra (bandiera) | Alessia Russo  | Manchester United / Arsenal |

### 2024
| Ruolo | Naz.                   | Giocatrice      | Squadra                                 |
| ----- | ---------------------- | --------------- | --------------------------------------- |
| P     | Inghilterra (bandiera) | Mary Earps      | Manchester United / Paris Saint-Germain |
| D     | Inghilterra (bandiera) | Lucy Bronze     | Barcellona / Chelsea                    |
| D     | Spagna (bandiera)      | Olga Carmona    | Real Madrid                             |
| D     | Inghilterra (bandiera) | Alex Greenwood  | Manchester City                         |
| C     | Spagna (bandiera)      | Aitana Bonmatí  | Barcellona                              |
| C     | Spagna (bandiera)      | Alexia Putellas | Barcellona                              |
| C     | Inghilterra (bandiera) | Keira Walsh     | Barcellona                              |
| A     | Zambia (bandiera)      | Barbra Banda    | Shanghai Shengli / Orlando Pride        |
| A     | Colombia (bandiera)    | Linda Caicedo   | Real Madrid                             |
| A     | Inghilterra (bandiera) | Lauren James    | Chelsea                                 |
| A     | Brasile (bandiera)     | Marta           | Orlando Pride                           |